# 哈菲兹哈欣
哈菲兹哈欣（1982年9月13日—）是马来西亚的羽毛球选手及教練，罗斯林·哈欣的弟弟。

## 羽球生涯
哈菲兹球风稳健，攻防兼备。身材和打法都有90年代马来西亚头号选手拉錫·西迪的影子。
哈菲兹在2002年在中国广州举行的第22届汤姆斯杯半决赛战胜中国的鲍春来，为大马拿下进决赛的关键一分，同年在英国曼彻斯特举行的第17届共和联邦运动会的羽毛球男子单打比赛战胜自己的队友李传成，赢得共和联邦运动会羽毛球男子单打金牌。同年10月14日，马来西亚参加2002年釜山亚运会，大马羽毛球团体赛得到铜牌，哈菲兹和队友黄综翰在亚运会男子单打比赛中止步8强。2003年，哈菲兹第一次参加全英赛即杀到决赛，並以两局打败對手陈宏，赢得自己第一个全英赛冠军，也成为37年来赢得全英赛冠军的大马羽毛球球员。
2023年，成為印度Suchitra羽球学院教練，並成為普萨拉·文卡塔·辛杜教練。

## 主要比賽成績
只列出曾進入準決賽的國際賽事成績：
| 年份   | 賽事                     | 公開賽級別 | 項目     | 成績   |
| ------ | ------------------------ | ---------- | -------- | ------ |
| 2003年 | 荷蘭羽毛球公開賽         | 不適用     | 男子單打 | 亞軍   |
| 2004年 | 新加坡羽毛球公開賽       | 不適用     | 男子單打 | 準決賽 |
| 2006年 | 泰國羽毛球公開賽         | 不適用     | 男子單打 | 準決賽 |
| 2007年 | 韓國羽毛球超級賽         | 超級賽     | 男子單打 | 準決賽 |
| 2009年 | 印度羽毛球黃金大獎賽     | 黃金大獎賽 | 男子單打 | 亞軍   |
| 2009年 | 中華台北羽毛球黃金大獎賽 | 黃金大獎賽 | 男子單打 | 準決賽 |
| 2010年 | 德國羽毛球大獎賽         | 大獎賽     | 男子單打 | 準決賽 |
| 2011年 | 紐西蘭羽毛球國際挑戰賽   | 國際挑戰賽 | 男子單打 | 準決賽 |
| 2011年 | 澳門羽毛球黃金大獎賽     | 黃金大獎賽 | 男子單打 | 準決賽 |
| 2012年 | 馬來西亞羽毛球國際挑戰賽 | 國際挑戰賽 | 男子單打 | 亞軍   |

| 2007-2017年 | 首要超級賽 | 超級賽 | 黃金大獎賽 | 大獎賽 | 國際挑戰賽 | 國際系列賽 | 未來系列賽 | 其他 |

| 2018-2026年 | 總決賽 | 超級1000賽 | 超級750賽 | 超級500賽 | 超級300賽 | 超級100賽 | 國際挑戰賽 | 國際系列賽 | 未來系列賽 | 其他 |

### 奧運會和世錦賽參賽紀錄
|          | 2005 | 2006 | 2007 | 2008 | 2009 | 2010 |
| -------- | ---- | ---- | ---- | ---- | ---- | ---- |
| 男子單打 | 16強 | 8強  | 16強 | －   | －   | 32強 |

### 2002年
- 英联邦运动会羽毛球男子单打比赛 金牌

### 2003年
- 全英羽毛球公开赛男子单打 冠军
- 荷兰羽毛球公开赛男子单打 亚军

### 2005年
- 泰国羽毛球公开赛男子单打 冠军
- 瑞士羽毛球公开赛男子单打 冠军
- 荷兰羽毛球公开赛男子单打 冠军
- 德国羽毛球公开赛男子单打 亚军
- 丹麦羽毛球公开赛男子单打 亚军

### 2006年
- 英联邦运动会羽毛球混合团体赛 金牌
- 泰国羽毛球公开赛男子单打 冠军

### 2010年
- 英联邦运动会羽毛球混合团体赛 金牌